# Мария-Луиза Тосканская
Мария-Луиза Австрийская (Мария Луиза Аннунциата Анна Джованна Джузеппа Антуанетта Филомена Аполлония Томмаса; 31 октября 1845, Флоренция — 27 октября 1917, Ханау, Гессен) — тосканская принцесса, в браке — княгиня Изенбурга и Бюдингена.

## Жизнь
Мария Луиза родилась во Флоренции; она была восьмой дочерью Леопольда II, великого герцога Тосканского и его второй жены, принцессы Марии Антонии Бурбон-Сицилийской. Она была крещена в Флорентийском баптистерии и названа в честь своей тётки, принцессы Марии Луизы (1799—1857), которую жители Флоренции ласково называли «маленькая горбунья».
Мария Луиза родилась во времена мира и процветания Тосканы, и она была воспитана в любящей семье. Впервые столкнулась с опасностями своего положения в юном возрасте из-за революций 1848 года. В феврале 1849 года герцогская семья решила поехать в Гаэту, где было безопаснее. Великая герцогиня Мария Антония отправилась отдельно со своими двумя младшими детьми, Марией Луизой и Людвигом. Семья оставалась в Гаэте в течение нескольких месяцев и не могла вернуться во Флоренцию до 28 июля 1849 года.
Позже Мария Луиза и её семья были вынуждены покинуть Флоренцию 27 апреля 1859 года, когда началась революция, вдохновлённая Австро-итало-французской войной в рамках Рисорджименто. Семья нашла убежище в Австрии. В конце войны её отец Леопольд II отрёкся от престола, и её брат Фердинанд стал великим герцогом.
31 мая 1865 года, в возрасте двадцати лет, Мария Луиза вышла замуж за Карла, князя Изенбург-Бюдингена (1838—1899). Её муж был внуком Карла, последнего суверенного князя Изенбурга. У пары было девять детей: пять сыновей и четыре дочери. Карл умер в возрасте шестидесяти лет, а Мария Луиза умерла во время Первой мировой войны в 1917 году. Они являются предками Софии Изенбургской, жены Георга Фридриха, принца Пруссии и главы дома Гогенцоллернов.

## Дети
- Леопольд Вольфганг (1866—1933), наследовал отцу как князь Изенбурга. В 1902 году женился на принцессе Ольге Саксен-Веймар-Эйзенахской (1869—1924), дочери принца Германа Саксен-Веймар-Эйзенахского; в 1924 году во второй раз женился на графине Марии фон Дюркгейм-Монмартрин (1880—1937). Были дети от первого брака.
- Мария Антония (1867—1943)
- Мария Михаэла (1868—1919)
- Франц Жозеф (1869—1939), женился на принцессе Фредерике Сольмс-Брауфельдской; были дети. Прадед Софии Изенбургской, принцессы Пруссии.
- Карл Жозеф (1871—1951), женился морганатическим браком на Берте Льюис.
- Виктор Сальватор (1872—1946), женился на Леонтине Рохрер.
- Альфонсо Мария (1875—1951), в 1900 году женился на графине Паулине Марии Бофорт-Спонтин (1876—1955), оставил потомство.
- Мария Елизавета (1877—1943), вышла замуж за Георга Байера.
- Аделаида Мария (1878—1936)